# طماطم
الطَّماطِم أو البندورة أو القوطة مَطِيشة نبات ذو أهمية اقتصادية عالية من الفصيلة الباذنجانية. تزرع الطماطم في المناطق المعتدلة والحارة وتنتمي إلى الجنس مغد (مثل البطاطس، والقاشان) والذي يضم عدة أنواع برية أخرى. جاءت تسمية طماطم من لغة الأزتيك في المكسيك الوسطى وهي مشتقة من كلمة ناوتيلية تسمى tomatl، وحرفيًا «ثمرة مورمة»، وتسمى في اللغة الإنجليزية (tomato)، وبندورة (عن الإيطالية) (pomodori). وقد نشأت البندورة في أمريكا الجنوبية، وانتشرت في جميع أنحاء العالم، وذلك بعد الاستعمار الإسباني للأمريكتين، وتزرع الطماطم الآن على نطاق واسع، وغالبًا ما تزرع في البيوت الزجاجية للحفاظ على درجة الحرارة.
تستهلك الطماطم بطرق كثيرة ومتنوعة، فيمكن استخدامها كثمرة خام دون إضافات، وهي عنصر في العديد من الأطباق والصلصات، والمشروبات. النبات معترش قد يصل ارتفاعه إلى ثلاثة أمتار. جذوع النبات ضعيفة ولذا يزحف النبات على الأرض إن لم يُعرَّش. النبات معمر في بيئاته الطبيعية الأصلية، على الرغم من أنها تزرع في كثير من الأحيان في الهواء الطلق وفي المناخات المعتدلة سنويًا. ووفقًا لموقع sciencebob، فإن وضع الطماطم ضمن فئة الخضروات، في المحلات التجارية وكتب الطبخ، أمر غير صحيح، يشترك فيه معظم دول العالم.

## تاريخ الطماطم
لم تكن نبتة الطماطم معروفة في بلاد الشام ومنطقة الشرق الأوسط فقد دخلت الطماطم إليها عن طريق قنصل بريطانيا في حلب جون باركر في أوائل القرن التاسع عشر، ثم انتشرت زراعتها في تركيا وبلاد الشام ومصر وقيل عنه عام 1881 أنه يؤكل ويطبخ في الشرق الأوسط منذ حوالي 40 سنة فقط. دخلت الطماطم إيران عن طريق تركيا وأرمينيا وكانت تسمى الباذنجان الأرمني Armani Badenjan، كما أدخلته عائلة كاجار الملكية عن طريق فرنسا. وتسمى الطماطم الآن هناك بالخوخ الأجنبي.Gojeh Farangi
توجد أنواع من نبتة الطماطم في العراق وبلاد الشام على شكل نبات زينة، وكان المزارعون يخافون من أكل ثمارها لأنها سامة، وتكون ثمارها صغيرة، وهي تعتبر من ثمار العالم الجديد (أمريكا)، والأدلة الجينية تظهر أسلاف الطماطم التي كانت نباتات خضراء عشبية مع فاكهة خضراء صغيرة، وكانت مركزاً للتنوع في مرتفعات بيرو، ونقل نوع واحد من أمريكا الجنوبية إلى المكسيك، حيث كان يزرع هناك، واستخدمته حضارات أمريكا الوسطى، ولم يعرف حتى الآن التاريخ الدقيق لاستئناس الطماطم، وفي أول مراحل استئناس الطماطم كان عبارة عن فاكهة صفراء، مماثلة في حجمها لطماطم الكرز، ونمت على أيدي شعب الأزتيك في المكسيك، وكلمة «طماطم» تأتي من الأساس من كلمة (ناوتيلية) تسمى tomatl، فهي تعني حرفياً «ثمرة مورمة». وربما كان هرنان كورتيس المستكشف الإسباني أول من نقل الطماطم الصغيرة الصفراء إلى قارة أوروبا بعد الاستيلاء على مدينة الأزتيك من تينوتشتيتلان.

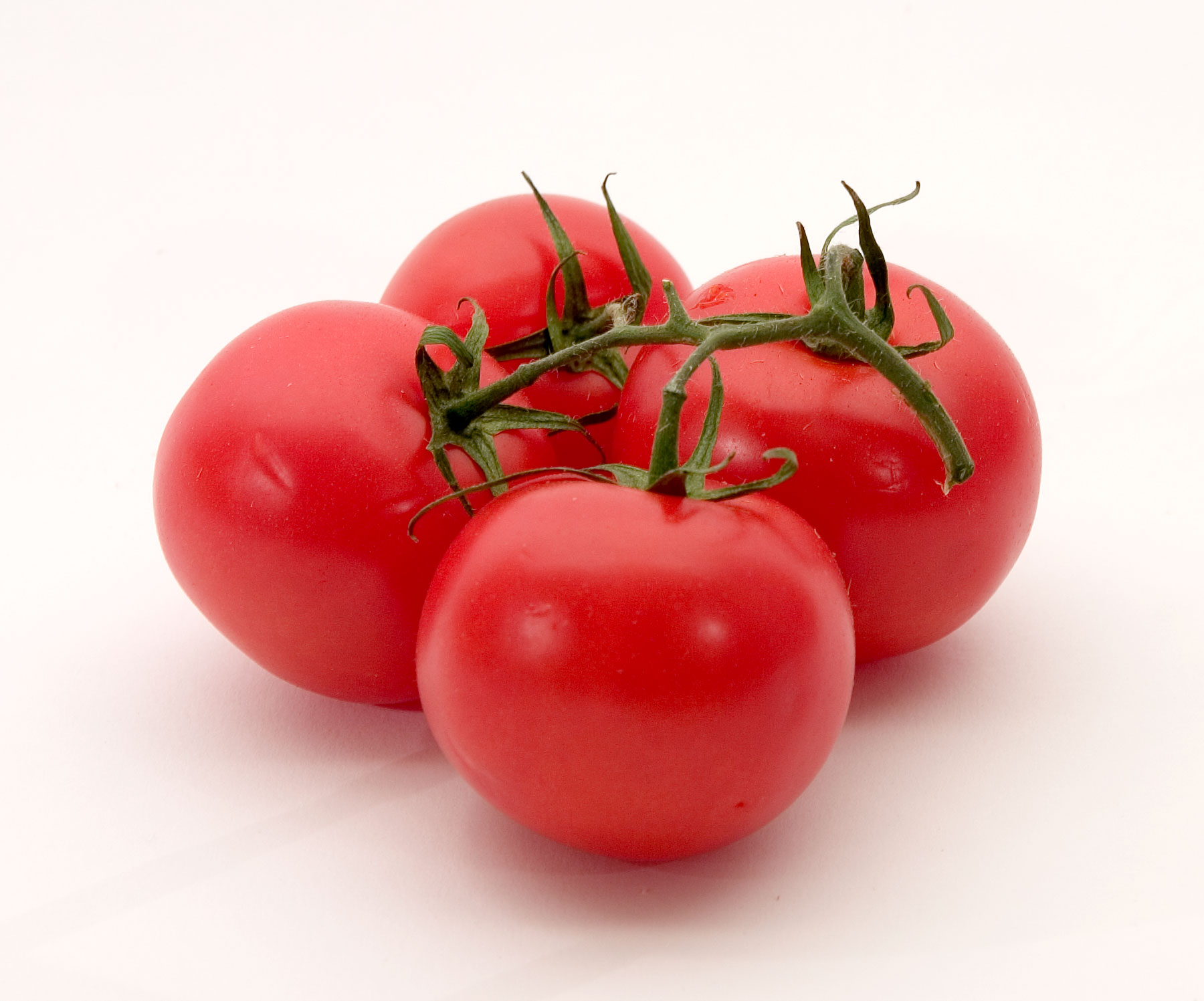
الطماطم

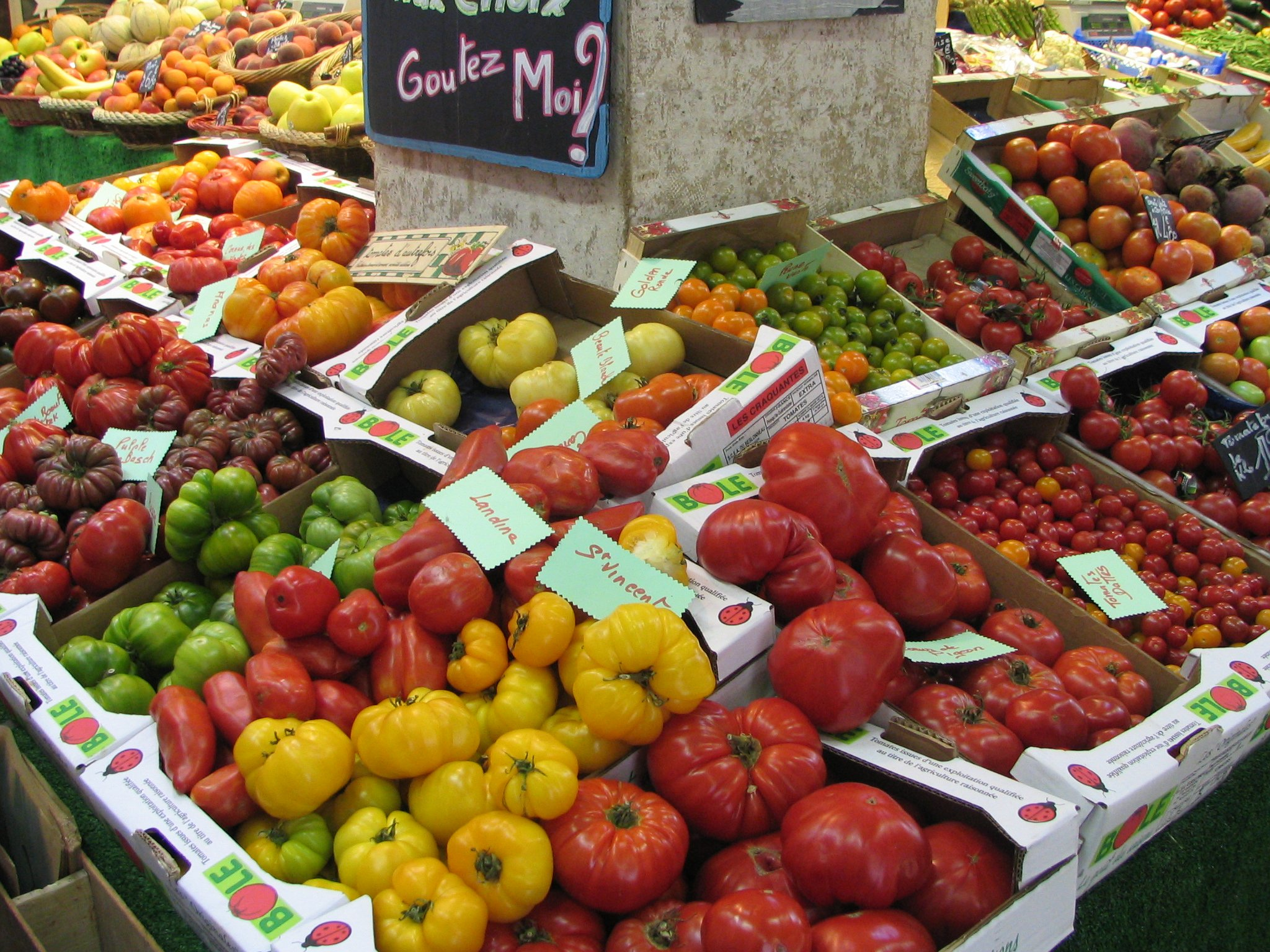
أنواع من الطماطم

يعتقد أن الطماطم المزروعة ترجع في نشأتها إلى سلالات الطماطم ذات الثمار الصغيرة جدا من الصنف النباتي L. eseulentum var. cerasiforme والتي تنمو بحالة برية في أمريكا الجنوبية.
وقد كانت بداية استئناس الطماطم في المكسيك، التي انتقلت منها إلى الفلبين، ثم إلى أوروبا في القرن السادس عشر، حيث ذكرت لأول مرة في إيطاليا في عام 1554. ومن أوروبا انتقلت الطماطم إلى أمريكا الشمالية، حيث جاء ذكرها لأول مرة عام 1710، كما كتب عنها توماس جيفرسون في عام 1782، وكانت بداية زراعتها كمحصول إنتاجيّ في ولاية بنسلفانيا الأمريكية عام 1847.
وقد ظلت نبتة الطماطم محدودة الاستخدام، وبقي الإقبال على زراعتها واستهلاكها محدودا بسبب انتشار اعتقاد خاطئ مفاده أن ثمارها سامة للإنسان، وربما كان السبب في ذلك أن ثمارها قريبة الشبه من أنواع باذنجانية أخرى ذات ثمار سامة، وقد بقي الوضع على هذا الحال حتى منتصف القرن التاسع عشر حينما بدأ التوسع في زراعة الطماطم في الولايات المتحدة ومن ثم باقي أنحاء العالم.
وأول دخول لنبتة الطماطم وزراعتها في العراق كان بعد الاحتلال البريطاني للعراق عام 1917، حيث زرعت في محافظة ديالى في بعقوبة ومندلي عام 1920 تقريباً، وانتشرت في الأسواق العراقية، وفي بغداد مع خوف البغداديين في وقتها من شرائها باعتقادهم أنها نبتة سامة ولأنها غريبة سميت البرتقال الإنكليزي، ثم انتشرت بسرعة في المطبخ العراقي، وهي من المنتجات الجديدة التي دخلت إلى العراق حديثا مع الاحتلال البريطاني.

## الدول المنتجة لمحصول الطماطم

إنتاجية الطماطم في 2014.

في عام 2016، بلغ الإنتاج العالمي من الطماطم 177 مليون طن، مع الصين تمثل 32 ٪ من الإجمالي، تليها الاتحاد الأوروبي، الهند، الولايات المتحدة، وتركيا كمنتجين رئيسيين (جدول). بلغت قيمة الصادرات العالمية من الطماطم 85 مليار دولار أمريكي في عام 2016.
| الترتيب                                   | الدولة           | الإنتاجية مليون طن |
| ----------------------------------------- | ---------------- | ------------------ |
| 1                                         | الصين            | 56.3               |
| –                                         | الاتحاد الأوروبي | 24.2               |
| 2                                         | الهند            | 18.4               |
| 3                                         | الولايات المتحدة | 13.0               |
| 4                                         | تركيا            | 12.6               |
| 5                                         | مصر              | 7.9                |
|                                           | العالم           | 177.0              |
| المصدر: منظمة الفاو التابعة للأمم المتحدة |                  |                    |

## الحصاد والاستعمالات
يوجد بالطماطم فيتامين ج بوفرة والأملاح المعدنية وما زال البعض ينصح بأكلها للمصابين بالإمساك وداء السكري ولمرضى القلب ولعموم صحة البدن، وتشير الدراسات والأبحاث العلمية الحديثة لأهمية تناول عصير الطماطم في خفض نشاط الصفائح الدموية لدى مرضى السكري، مما يحميهم من الإصابة بالجلطات القلبية.
لقد نجحت زراعة الطماطم في المزارع المكشوفة والمغطاة كما زرعت بدون تربة، وأجريت عليها الدراسات للتحكم بشكل منتوجها ووقت نضوج الثمر ليسهل من عملية تصديره. ودخلت الطماطم المطبخ العربي فأصبحت لا تكاد تخلو منها المائدة العربية في كل الوجبات، والوجبات السفرية كذلك، ودخلت حتى كمشروب وعصير. ولأوراق الطماطم خاصية عجيبة في طرد البعوض وبقية الحشرات حيث يستخلص من أوراقها وسيقانها مادة مضادة للفطريات والالتهابات ومبيد للحشرات.
وتتركز جهود الفرق البحثية على نبات الطماطم من أجل إنتاج لقاحات تقاوم الأوبئة المهددة للإنسان كالهيضة والالتهاب الكبدي الفيروسي وفيروس نورووك، والفيروس نورووك مسبب رئيسي لالتهابات الجهاز الهضمي والمعوي والإسهال الذي يتسبب سنويا في وفاة ما لا يقل عن مليوني شخص على مستوى العالم أكثرهم بين الأطفال.

### عصير الطماطم

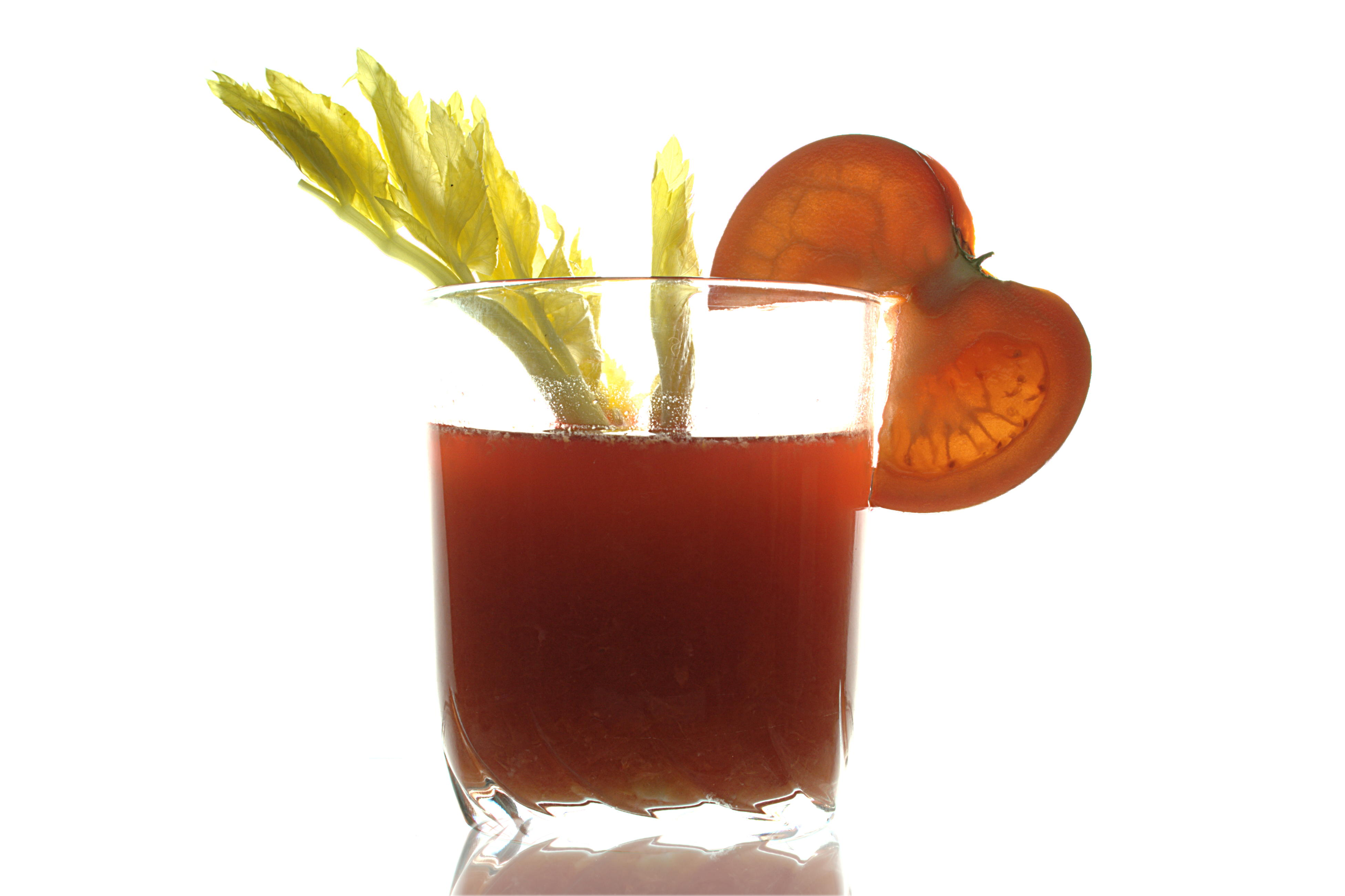
عصير طماطم

عصير الطماطم هو أفضل مصدر غذائي من الليكوبين، وهذا يعطي الطماطم لونها الأحمر. والليكوبين يوقف نمو الخلايا السرطانية في بطانة الرحم. ويساعد على محاربة: سرطان الرحم وسرطان الرئة وسرطان البروستات وسرطان المعدة.
تشير الدراسات أن تناول منتجات الطماطم بدل من المكمّلات الغذائية هي الطريقة الأنسب للحصول على المنافع الصحية المتعلقة بالطماطم.

## الوصف والتصنيف النباتي
ويعرف ثمانية أنواع تنتمي إلى الجنس Lycopersicon، ينمو سبعة منها. وكذلك الطرز البرية من نوع الطماطم L.esculentum بريا في شريط ضيق يمتد على الساحل الغربي لأمريكا الجنوبية ما بين جنوب الإكوادور وشمال شيلي، مرورًا ببيرو (ما بين خط الاستواء وخط عرض 23 جنوبا). أما النوع الثامن وهو النوع البري L. cheesmanii فإنه يستوطن جزر غالاباغوس والتي تقع في المحيط الهادي في مقابل شريط الساحل الغربي في أمريكا الجنوبية الذي تنتشر فيه الأنواع الأخرى (Warnock 1991).

## الأنواع

### الطماطم الطبيعية
هي الطماطم التي زرعت تحت ظروف طبيعية من غير مساعدة الأسمدة والمبيدات. وتعتبر الطماطم الطبيعية أغنى في كمية المياه من الطماطم الأخرى، ومن مميزاتها أن لونها شديد الحمرة وبها تشريحات.

## معرض الصور

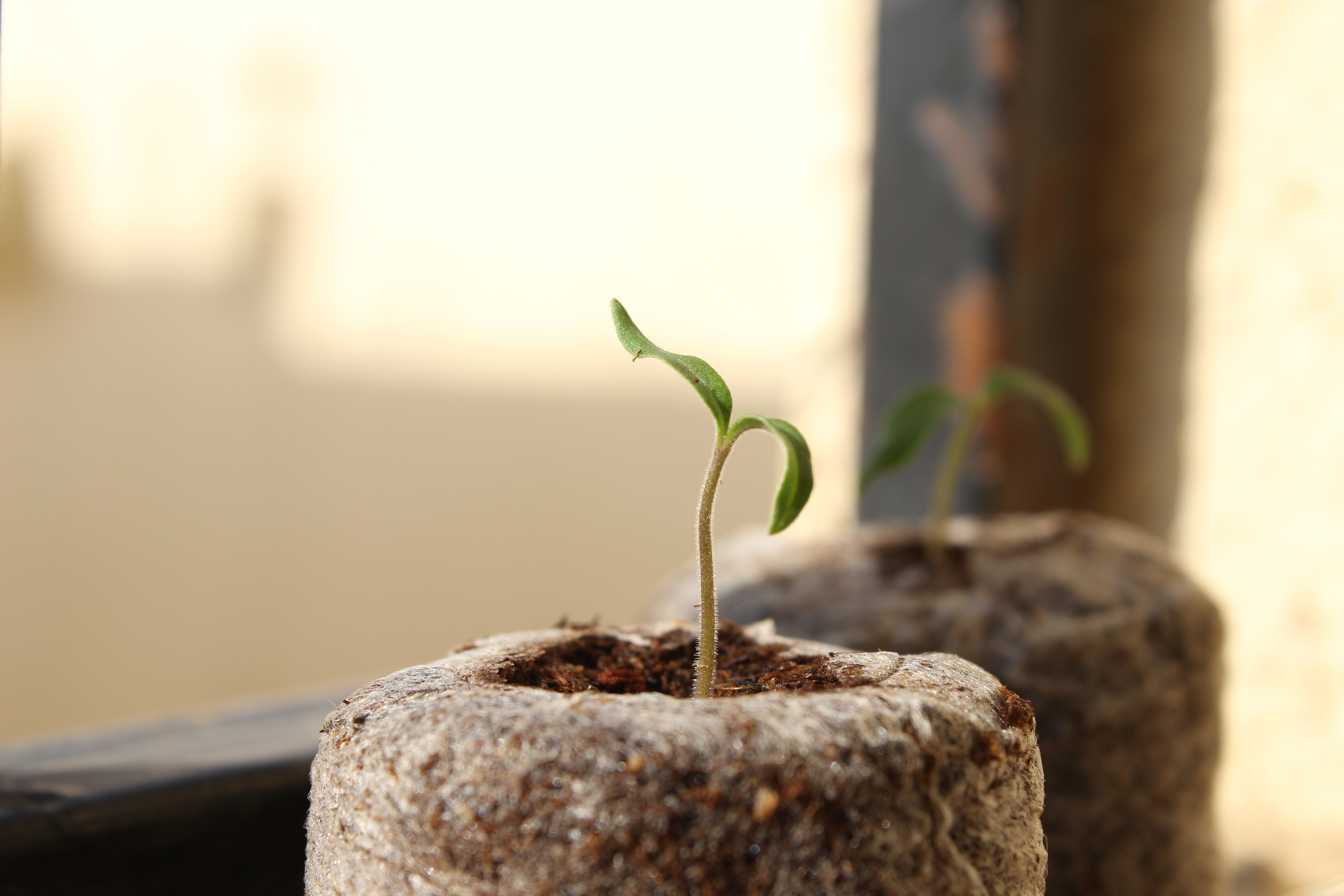
بداية نمو شتلة نبات الطماطم

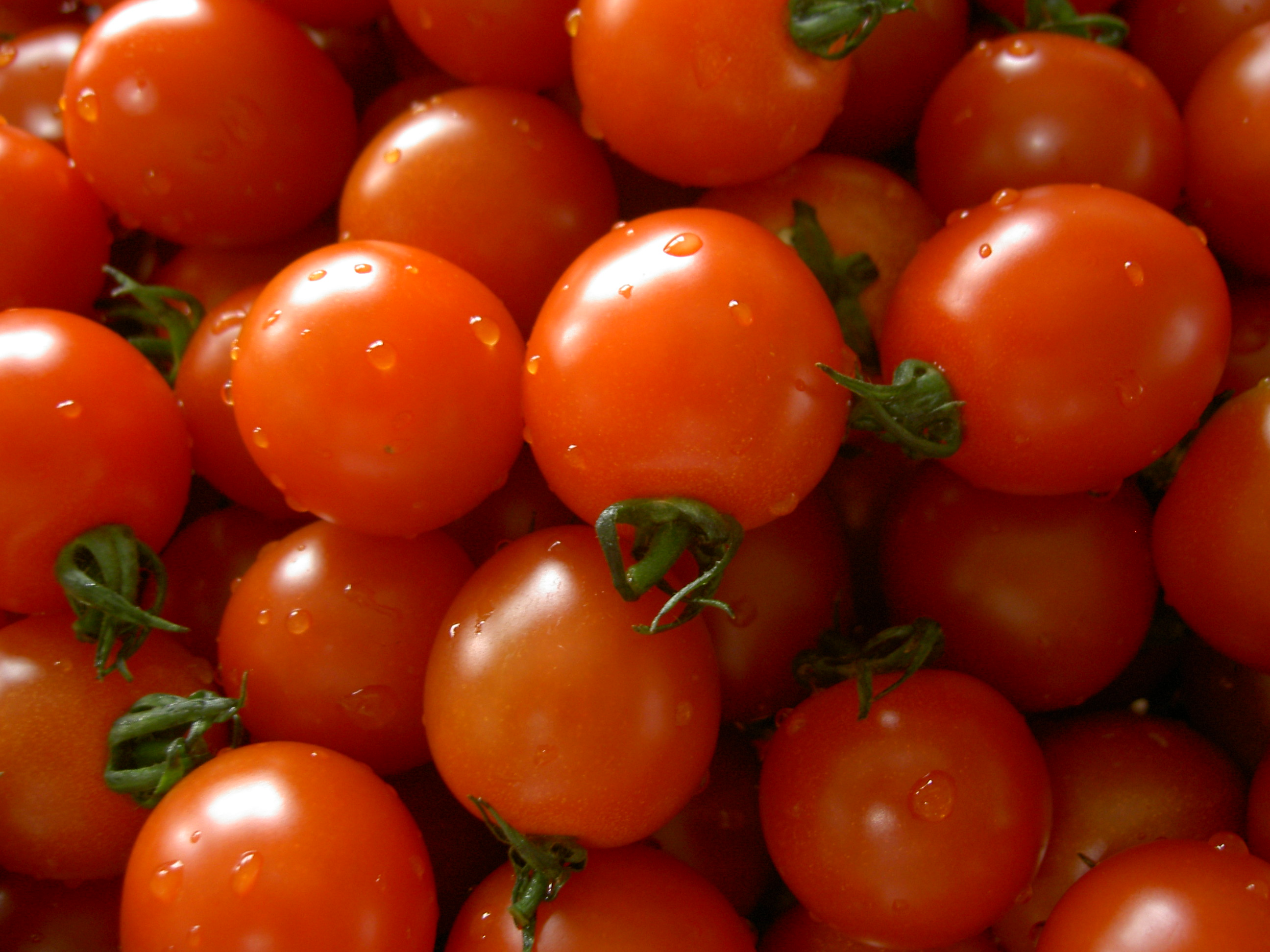
طماطم صغيرة في كوريا.
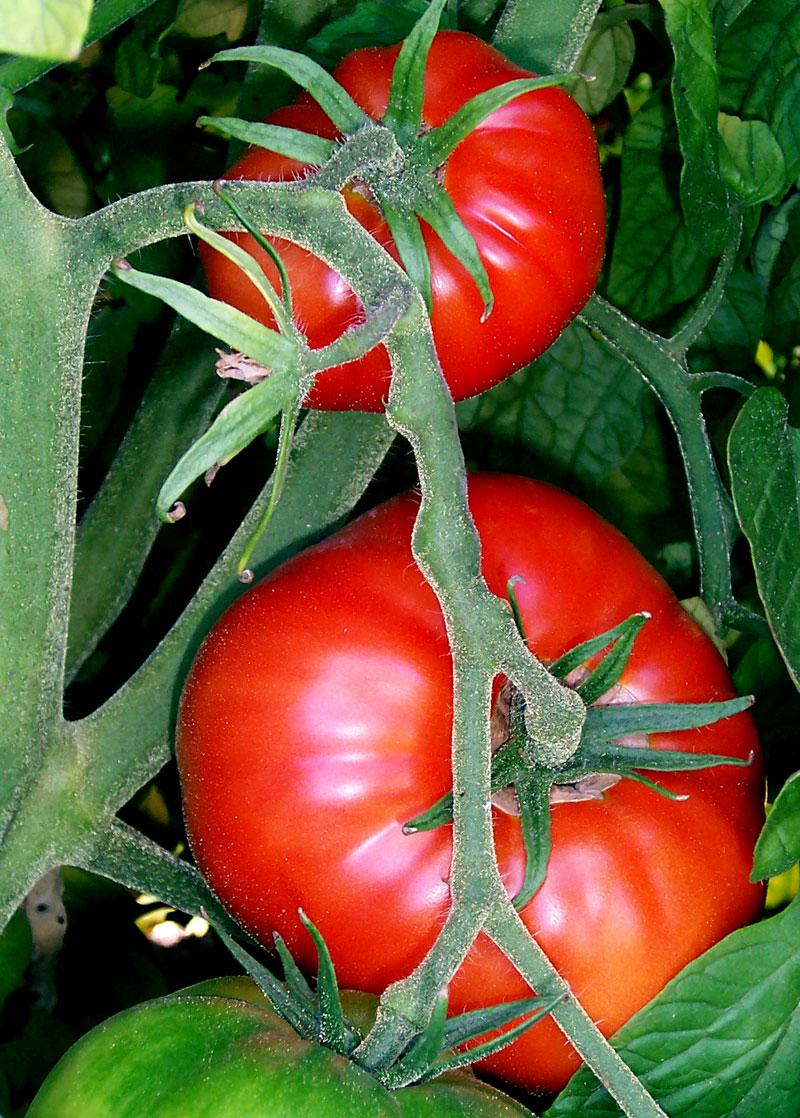
الطماطم على كرمة.
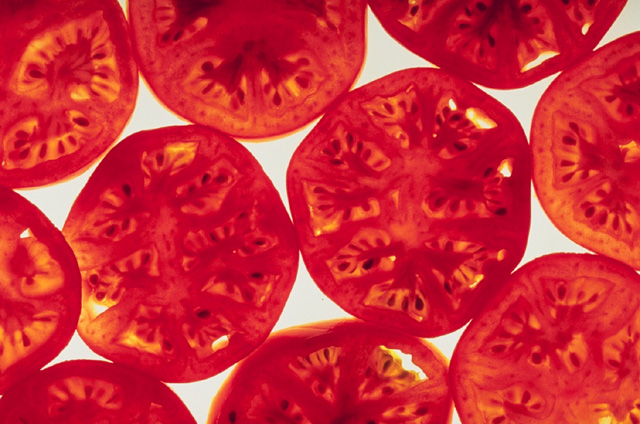
شرائح الطماطم.
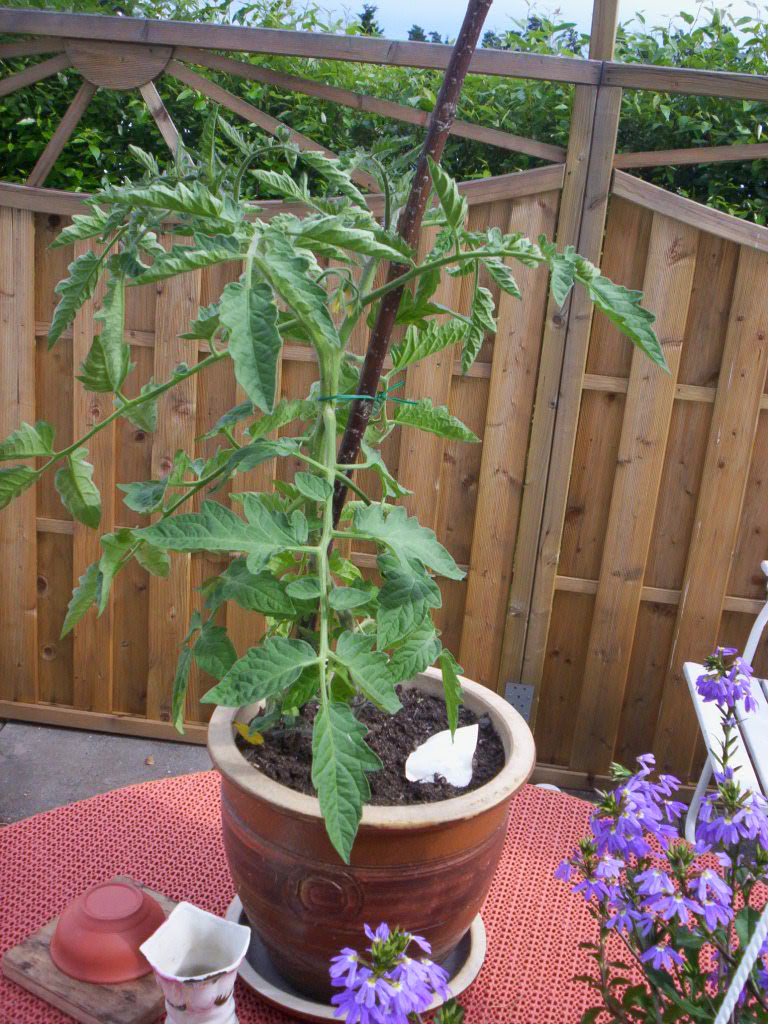
شجرة طماطم صغيرة.
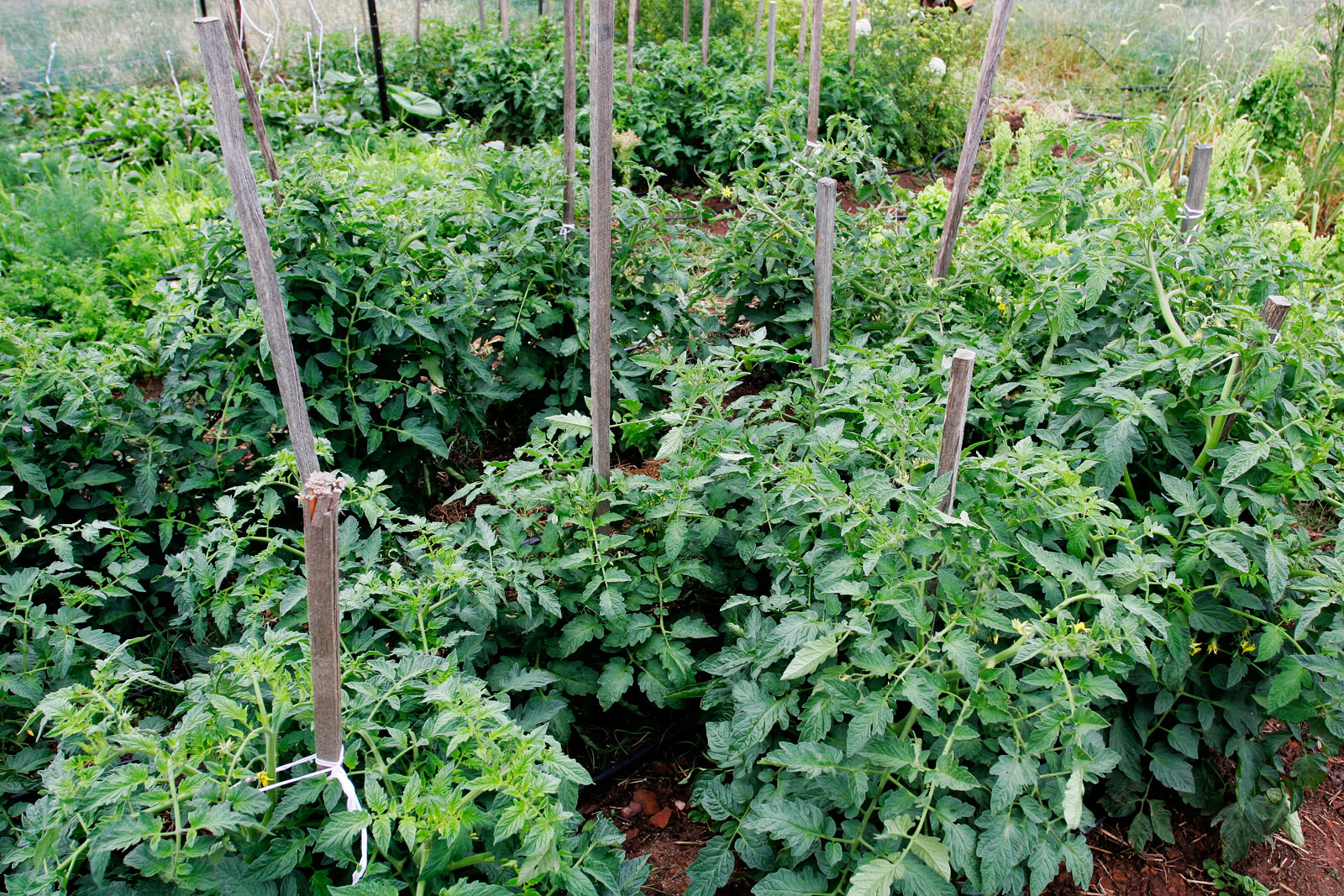
شجرة طماطم في حديقة.
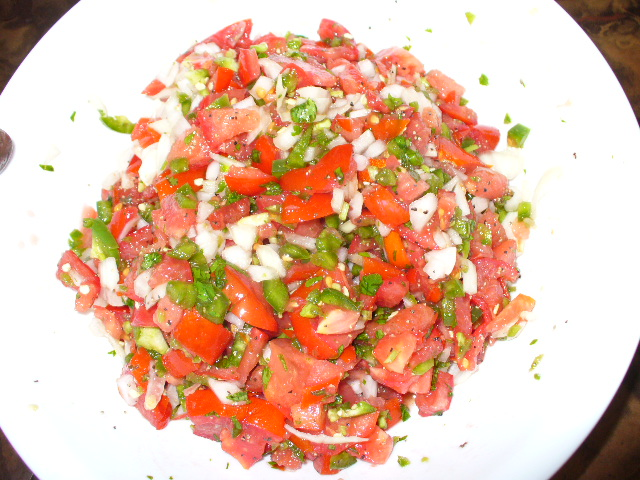
الطماطم على طريقة بيكو ديقالو الأسبانية.
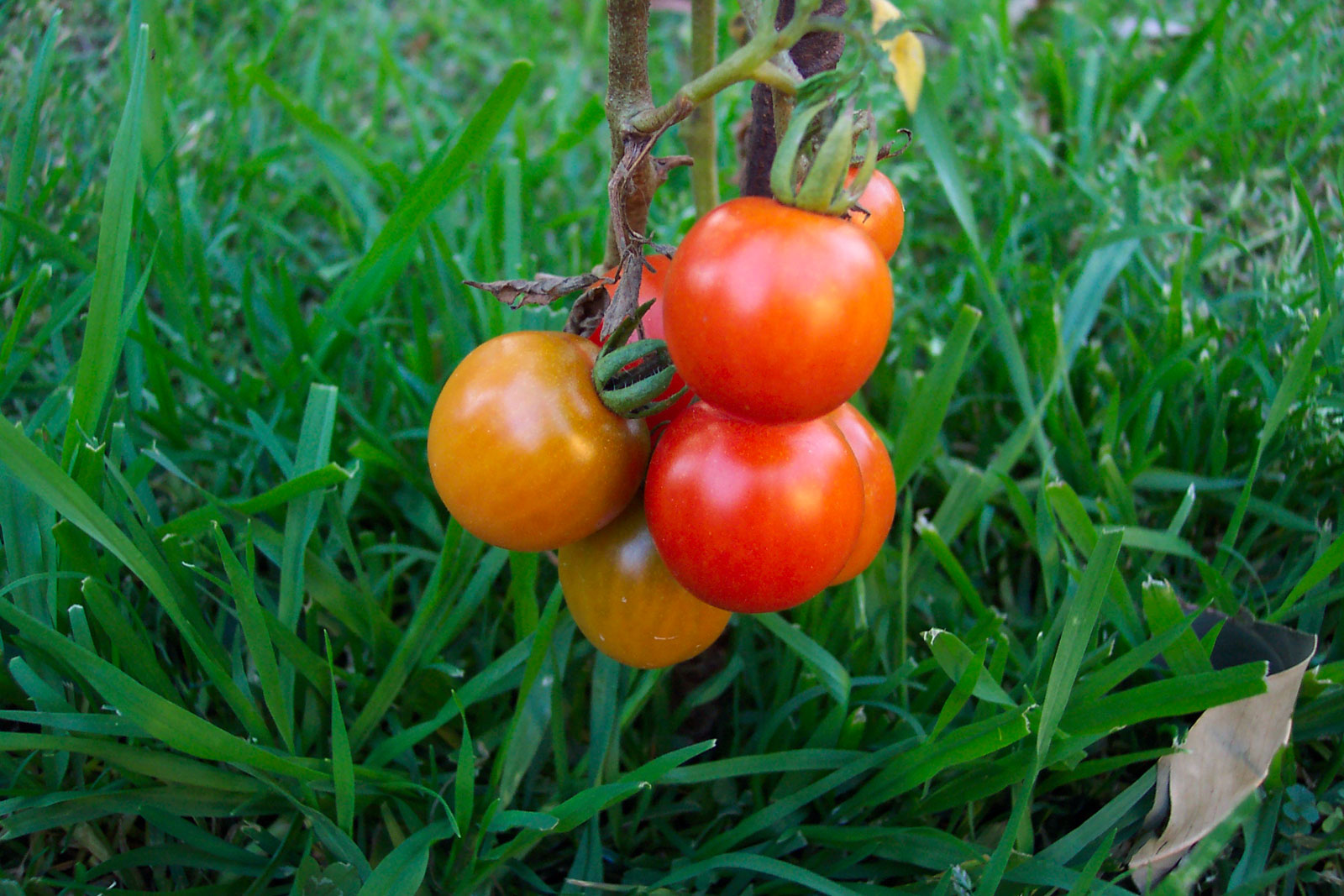
فاكهة الطماطم.
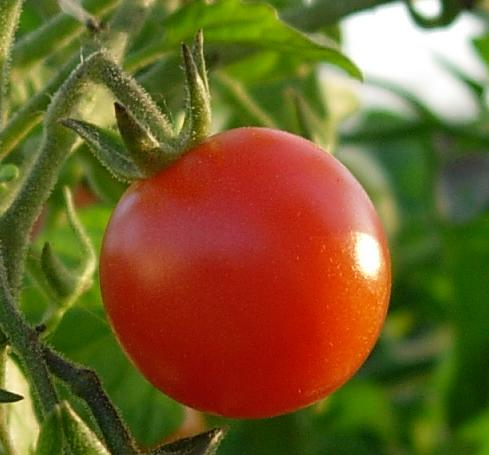
طماطم ناضجة.

## الفوائد الطبية للطماطم
تحتوي ثمرة الطماطم على فوائد صحية عديدة للإنسان حيث تحتوي على الكثير من فيتامين ج وأ وهـ والفلافونويد والبوتاسيوم والليكوبين أحد مضادات الأكسدة القوية.
- تناول الطمام جيد من أجل صحة الجهاز الهضمي حيث تحتوي الطماطم على نوعين من الألياف القابلة للذوبان وغير القابلة للذوبان وبالتالي تدعم الحركة المنتظمة للأمعاء.[19]
- تعتبر الطماطم من المواد الغنية بمضادات الأكسدة القوية مثل الليكوبين واللوتين والبيتا كاروتين والتي تحمي من الإصابة بإعتام عدسة العين والتنكس البقعي المرتبط بالعمر والأضرار الناتجة عن الضوء.[20]
- تحتوي الطماطم على العديد من العناصر الغذائية المفيدة المفيدة للصحة. ومن أهمها الليكوبين المضاد للأكسدة وقد لوحظ أن له أثر كبير في التقليل من خطر الإصابة بمرض الكبد الدهني (Fatty liver diseases).[21]